# Ibornia unicolor
Ibornia unicolor är en stekelart som beskrevs av André Seyrig 1935. Ibornia unicolor ingår i släktet Ibornia och familjen brokparasitsteklar. Inga underarter finns listade i Catalogue of Life.